# Léon Barzin
Léon Eugene Barzin (* 27. November 1900 in Brüssel; † 29. April 1999 in Naples, Florida) war ein US-amerikanischer Dirigent und Bratschist belgischer Herkunft.

## Leben
Barzin kam im Alter von zwei Jahren nach Amerika, wo sein Vater die erste Viola beim Metropolitan Opera Orchestra spielte. Er erhielt von ihm ersten Violin- und Violaunterricht, später war er Schüler von Eugène Ysaÿe in Belgien. Im Alter von siebzehn Jahren trat er als Violinist im Hotel Astor in New York auf, 1919 wurde er das jüngste Mitglied des National Symphony Orchestra, später wechselte er zum New York Philharmonic Orchestra, wo er von 1925 bis 1929 die erste Bratsche unter Arturo Toscanini, Wilhelm Furtwängler und Willem Mengelberg spielte.
Auf Anregung von Arturo Toscanini wechselte er 1929 als Dirigent zur American Orchestral Society, die er umorganisierte und nach der Neugründung unter dem Namen National Orchestra Association (NOA) 1930 sechsundvierzig Jahre lang leitete. Daneben war er von 1938 bis 1941 Dirigent des Hartford Symphony Orchestra.
In der Saison 1945/1946 arbeitete er in dem Programm Adventure in Ballet der NOA erstmals mit George Balanchine zusammen. Mit diesem und Lincoln Kirstein gründete er 1946 die Ballet Society, die unter dem Namen The New York City Ballet berühmt wurde und deren musikalischer Direktor er bis 1958 war. Seit 1955 lebte Barzin überwiegend in Frankreich. Hier wirkte er als Dirigent des Orchestre Pasdeloup und des Orchestre Philharmonique de Paris und als Professor an der Schola Cantorum und trat weltweit als Gastdirigent auf. Von 1968 bis 1970 war er Juror bei der Dimitri Mitropoulos International Music Competition in New York.
Im Jahr 1960 gründete Barzin die Philharmonic Society und Les Muscoliers, eine Musikergruppe, die sich der musikalischen Förderung von Kindern widmet, und 1995 die Leon Barzin's Musica Vaux Association.